# Sterminate "Gruppo Zero"
Sterminate "Gruppo Zero" (Nada) è un film del 1974 diretto da Claude Chabrol.
Il soggetto è tratto dal romanzo Nada di Jean-Patrick Manchette del 1972.

## Trama
Un gruppo di terroristi di estrema sinistra rapisce l'ambasciatore statunitense a Parigi, con l'intenzione di farsi pagare un enorme riscatto e compiere un'azione politica eclatante, anche perché il rapimento avviene in una casa di piacere frequentata da ministri e coperta dalla polizia. Non sanno che l'ingresso a quella casa è controllato e filmato da un gruppo di estrema destra colluso con i servizi segreti francesi. Anche la loro azione è stata filmata, e inoltre vi sono scappati anche due morti.
Il filmato viene ceduto alla polizia in cambio di alcuni favori politici e così i terroristi vengono tutti identificati. Pensandosi invece al sicuro questi si rifugiano in un casolare di campagna, pronti comunque ad arrendersi e non usare le armi nel caso venissero scoperti. Invece su indicazione del presidente della Repubblica, il ministro degli interni guida un'operazione tesa a ucciderli tutti, sacrificando anche l'ambasciatore. La morte di quest'ultimo per mano dei terroristi avrebbe fatto cadere la popolarità dei terroristi di sinistra presso l'opinione pubblica. Al termine della strage il presidente chiede al ministro di fare da capo espiatorio, perché l'opinione pubblica nonostante la morte dell'ambasciatore continua a simpatizzare per i terroristi, e uno di questi, essendo riuscito a scappare, potrebbe far conoscere la vera dinamica dei fatti.
Non volendo diventare il capro espiatorio e al contempo volendo eliminare l'ultimo testimone della strage, il ministro tenta una trappola verso l'unico terrorista che si è salvato. Questo invece riesce a registrare la sua versione dei fatti e farla avere alla stampa.